# What's the New Mary Jane
"What's the New Mary Jane" is een nummer van de Britse band The Beatles. Het nummer werd opgenomen voor hun album The Beatles uit 1968, maar werd hier uiteindelijk niet op uitgebracht. In 1996 verscheen het voor het eerst op het compilatiealbum Anthology 3.

## Achtergrond
"What's the New Mary Jane" is geschreven door John Lennon, maar wordt toegeschreven aan het gebruikelijke partnerschap Lennon-McCartney. Een vroege demoversie werd in mei 1968 opgenomen in het huis van gitarist George Harrison, de zogeheten "Esher demos". Lennon zong hierop een octaaf hoger dan op de uiteindelijke versie. Ook speelde hij het refrein aan het begin van het nummer en wisselde hij een aantal woorden om. Een andere Beatle schreeuwt "What's the new Mary Jane? Oh, my goodness!" op de achtergrond. Deze versie is korter dan de uitgebrachte versie met een lengte van 2:40 minuten.
Op 14 augustus 1968 werd de definitieve versie van "What's the New Mary Jane" opgenomen. Dit gebeurde tijdens de sessies voor het album The Beatles. Lennon en Harrison zijn de enige bandleden die te horen zijn op het nummer, terwijl Lennons vrouw Yoko Ono en Beatles-roadie Mal Evans voor achtergrondgeluiden zorgen. Er werden vier takes van het nummer opgenomen, waarvan de laatste uiteindelijk als de beste werd gezien. Op 26 september werd er een remix in mono gemaakt; op dezelfde dag werden ook "Glass Onion", "Happiness Is a Warm Gun" en "I Will" gemixt. Op 14 oktober werd er een stereomix gemaakt. Het zou oorspronkelijk op The Beatles komen te staan, maar werd van de tracklijst geschrapt omdat er geen plaats meer was op het album.
Op 26 november 1969 namen Lennon en Ono nog meer effecten op voor "What's the New Mary Jane". Zij hadden het idee om het uit te brengen als een nummer van de Plastic Ono Band. Zij wilden ook "You Know My Name (Look Up the Number)" uitbrengen, voordat deze op de B-kant van de Beatles-single "Let It Be" verscheen. Deze single werd geschrapt nadat de andere Beatles achter de plannen van Lennon kwamen om een Beatles-nummer onder zijn eigen naam uit te brengen. In 1984 werd een nieuwe mix gemaakt voor het Beatles-compilatiealbum Sessions, dat nooit verscheen. In 1996 werd het nummer voor het eerst officieel uitgebracht op het compilatiealbum Anthology 3. De eerste take van het nummer, die korter is en geen geluidseffecten van Lennon en Ono bevat, verscheen in 2018 op de heruitgave ter gelegenheid van de vijftigste verjaardag van het album The Beatles. Ook de oorspronkelijke demoversie verscheen op dit album.